# پایگاه نظامی تاپا
پایگاه نظامی تاپا (استونیایی: Tapa sõjaväelinnak) یکی از بزرگترین پایگاه‌های نظامی در کشور استونی است.
این پایگاه که در اختیار نیروی زمینی استونی است در سال ۱۹۳۹ میلادی ساخته شده است. پایگاه نظامی تاپا محل استقرار نیروهای ناتو است.